# Aline Reis
Aline Villares Reis (Aguaí, 15 de abril de 1989) é uma futebolista brasileira que atua como goleira , mais recentemente defendendo o clube espanhol Granadilla Tenerife na temporada de 2022–23 da Primeira Divisão Espanhola Feminina, a Liga F. Entre 2016 e 2021, Aline fez 15 aparições na Seleção Brasileira de Futebol Feminino. A atleta também foi treinadora de futebol feminino, mais recentemente atuando como treinadora de goleiras para o Orlando Pride na Liga Nacional de Futebol Feminino Americana.

## Infância e juventude
Aline nasceu em Aguaí, São Paulo. Ela se inspirou no goleiro Cláudio Taffarel para se tornar uma goleira, depois de assistir a disputa de pênaltis na final da Copa do Mundo de 1994 entre o Brasil e a Itália. Aos 18 anos de idade, ela se mudou para Orlando, Flórida, nos Estados Unidos para jogar no futebol universitário.

## Carreira

### Guarani
Antes de se mudar para os Estados Unidos, Aline começou sua carreira como jogadora de futebol no Careca Sport Center, de Campinas e logo fez um teste para o Guarani, onde começou jogando futsal, destacando-se e passando para o time de base. Atuou no time dos 12 aos 18 anos e, sem perspectiva de futuro, começou a desanimar, até que um olheiro dos Estados Unidos assistiu a um de seus jogos e apresentou a ela a possibilidade de uma carreira no exterior.

### Carreira universitária
Aos 18 anos, Aline enviou vídeos de seus jogos para três universidades, sendo aprovada em todas. Escolheu a Universidade da Flórida Central (UCF), em Orlando, onde permaneceu por cinco anos, jogando sob o comando das treinadoras Amanda Cromwell e Donna Sishcer.
Atuando no time de futebol feminino pelo clube UCF Knights entre 2007 e 2011, ganhou títulos pela United Soccer Coaches (NSCAA) nas categorias All-Central Region e All-Conference-USA durante as quatro temporadas em que ela jogou. Nesse período, ela foi titular em todos os jogos pelo UCF Knights, com exceção de dois, e totalizou 2.278 minutos jogados. Depois de ficar de fora em 2007 devido a uma lesão, a NSCAA a nomeu para o segundo time na categoria All-American na temporada de 2008, tornando-a a primeira jogadora do UFC Knights a ser nomerada para o All-American desde 1995. Ela terminou sua carreira universitária ranqueada em segundo lugar na história em defesas (347), quarto em partidas sem gols tomados (28) e sexto em média de gols sofridos (1,04), e foi eleita a melhora jogadora do UCF Knights dessa era.
Após o término da faculdade, Aline ainda jogou uma temporada profissional no Seinäjoen Mimmiliiga da Finlândia, mas em seguida, Amanda, sua antiga treinadora, recebeu um convite para treinar o time da Universidade da Califórnia em Los Angeles (UCLA), levando consigo Aline para ser treinadora de goleiras. Em 2019, entrou para o Hall da Fama na Universidade Central da Flórida.
Em dezembro de 2015, quando Aline atuava como treinadora de goleiros do UCLA Bruins, ela deixou temporariamente o time para jogar pela Associação Ferroviária de Esportes e participar dos jogos pela seleção nacional. Após as Olimpíadas de Verão de 2016, ela retornou para a UCLA, passando esse período defendendo também o clube Santa Clarita Blue Heat, disputando a liga United Women's Soccer.

### Seleção Brasileira
Aline deixou Los Angeles em 2016 com o objetivo de fazer parte da Seleção Brasileira de Futebol Feminino. Chegou a Araraquara, onde jogou pela Ferroviária, participando de 8 jogos. Seu desempenho a levou a fazer parte do elenco da Seleção nas Olimpíadas de 2016, no Rio de Janeiro, sendo reserva da goleira Bárbara. Ela foi convocada pelo técnico Vadão devido a goleira Luciana estar envolvida em um escândalo de resultados. Nas Olimpíadas, participou de um jogo contra a África do Sul e a Seleção alcançou o posto de quarto colocado. Com a saída de Vadão e entrada de Emily Lima, Aline deixou de ser escalada. O retorno de Vadão trouxe Aline de volta para a escalação, jogando a Copa América Feminina de 2018 e sendo campeã. Em 2019, ela foi convocada para a Copa do Mundo de Futebol Feminino, na França.

### Győri ETO
Em 2017, após finalizar sua carreira universitária, Aline deixou a UCLA para jogar na liga húngara de futebol feminino pelo Győri ETO, mas deixou o clube depois de uma temporada junto com outras jogadoras internacionais.

### Granadilla Tenerife
Após a conquista do título da Copa América Feminina de 2018, foi contratada pelo Granadilla Tenerife, das Ilhas Canárias, Espanha. Aline jogou por quatro temporadas e anunciou sua aposentadoria em 30 de janeiro de 2022. Porém, depois de ser suspendida como treinadora do Orlando Pride em 2022, ela voltou a jogar e assinou novamente com o Tenerife em janeiro de 2023. Durante a temporada de 2022–2023 da Liga F, Aline jogou 11 partidas como titular e defendeu 32 bolas, com duas partidas sem sofrer gols. Uma dessas duas partidas da temporada foi contra o Real Madrid, numa vitória de 1 a 0 em 18 de março de 2023, que encerrou a sequência de 14 partidas sem que o Real Madrid perdesse.

## Carreira como treinadora
De 2013 a 2016, Aline passou quatro temporadas como treinadora de goleiras voluntária pelo UCLA Bruins sob a liderança da técnica Amanda Cromwell, que havia sido treinadora de Aline no UCF Knights. Aline ajudou no desenvolvimento da atleta Katelyn Rowland, que quebrou recordes durante sua carreita na UCLA. O clube ganhou um campeonato nacional em 2013.
Em 31 de janeiro de 2022, o clube profissional Orlando Pride da liga nacional americana de futebol feminino (NWSL) contratou Aline como treinadora de goleiras, reunindo-a com Amanda Cromwell. Em 10 de outubro de 2022, após a publicação de um relatório investigativo conjunto da liga e da Associação de Jogadoras da NWSL sobre o escândalo de abuso da NWSL em 2021, a liga optou por colocar Aline em licença administrativa sem vencimento e demitiu Cromwell e o assistente técnico Sam Greene. A reportagem alegou que Aline não cooperou com a investigação e também pressionou os jogadores a fornecerem falas positivas aos investigadores.
Aline foi convidada para ser a atleta pioneira para a criação da "Classe das Campeãs" no Brasil, com a participação de atletas olímpicas. Numa série de oito episódios, Aline compartilhou suas experiências como treinadora e atleta, suas habilidades como goleira e suas técnicas para desenvolvimento de inteligência emocional e jogos mentais. A ESPN Brasil transmitiu a série "Jornada Aline Reis" em 9 de março de 2022.

## Vida pessoal
Aline namora a jogadora de futsal Bruna Turcatto.

## Títulos como jogadora

### UCF Knigts
- Temporada Regular da Conference-USA: 2007, 2009 e 2010

### Seleção Brasileira
- Copa América Feminina: 2018

## Títulos como treinadora

### UCLA Bruins
- Divisão I do Campeonato Nacional da NCAA: 2013
- Campeonato da Conferência Pac-12: 2013, 2014